# Fürst-Pückler-Torte

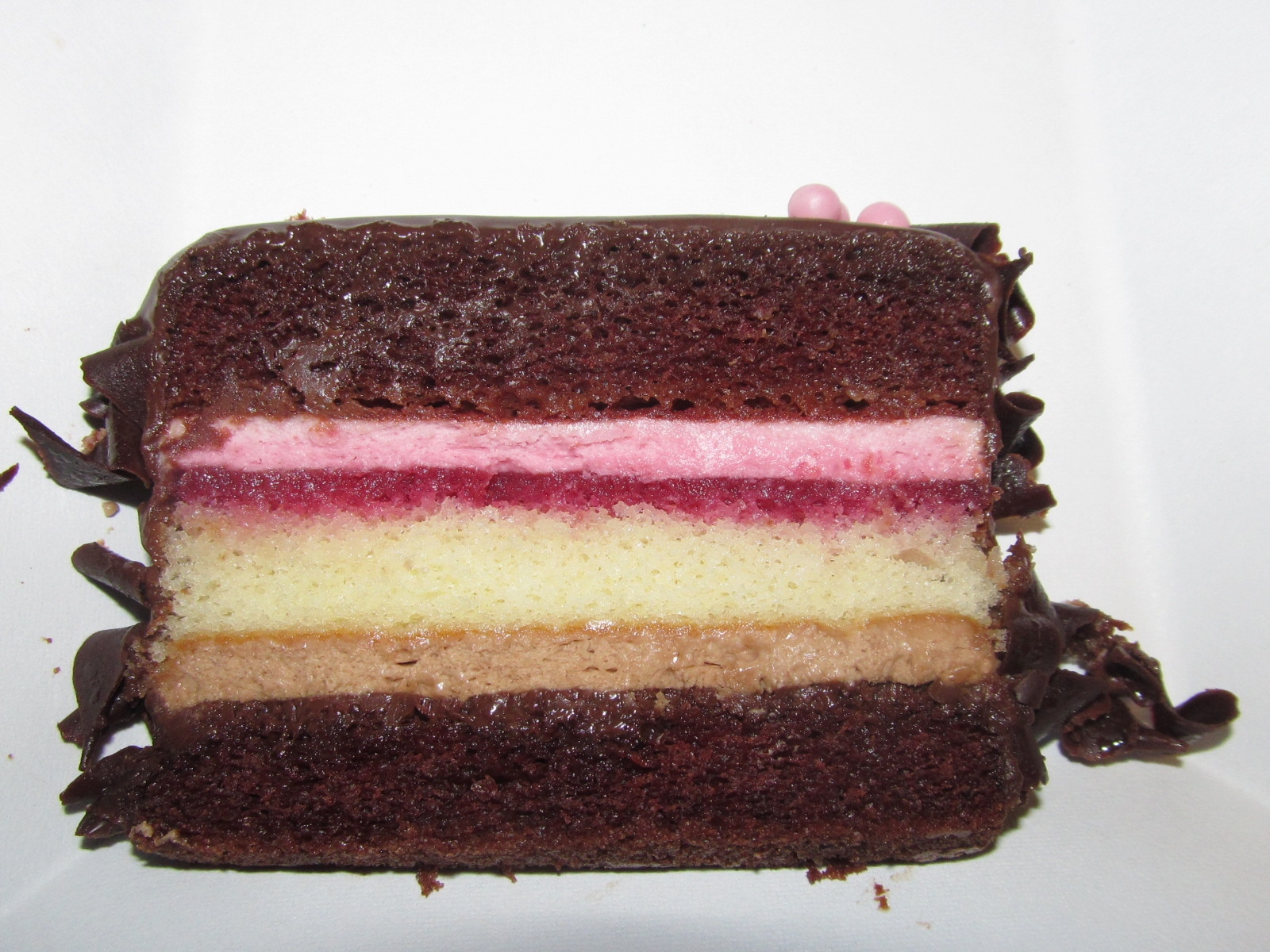
Ein Stück Fürst-Pückler-Torte

Die Fürst-Pückler-Torte ist eine aus der deutschen Küche stammende Torte aus hellen und/oder dunklen Wiener Böden, die in wechselnder Folge mit rosafarbener Erdbeer- oder Himbeerfruchtbuttercreme sowie heller Vanille- und dunkler Schokoladen-Buttercreme gefüllt ist. Häufig werden die Cremes mit Alkohol aromatisiert. Die Fürst-Pückler-Torte wird glatt mit Kuvertüre überzogen.
In Deutschland muss der dunkle Wiener Boden mindestens 3 % Kakaopulver enthalten.
Diese Torte, deren Rezeptur angeblich auf ein Original-Rezept des Fürsten Pückler zurückgehen soll, orientiert sich an einer vereinfachten Version des Fürst-Pückler-Eisdesserts, das nachweisbar für Fürst Pückler kreiert wurde.